# Carl Fleetwood (jurist)
Carl Fredrik Miles Fleetwood, född den 1 september 1852 i Piteå, död den 22 september 1921 i Stockholm, var en svensk friherre och jurist. Han var son till Georg Miles Fleetwood.
Fleetwood blev student vid Uppsala universitet 1871 och avlade juris utriusque kandidatexamen 1877. Han blev vice häradshövding 1879, fiskal i Göta hovrätt 1887,  häradshövding i Västra Värends domsaga 1891 och i Södra Roslags domsaga 1903. Fleetwood var ledamot i Lagbyrån 1897–1902. Han blev riddare av Nordstjärneorden 1900 och kommendör av andra klassen av samma orden 1920.